# Glogauer Erbfolgestreit
Der Glogauer Erbfolgestreit (auch Glogauer Erbfolgekrieg), so benannt vom Berliner Archivar Felix Priebatsch, bezeichnet im Kern den Streit zwischen den Markgrafen von Brandenburg Albrecht Achilles und Herzog Johann II. von Sagan um das Herzogtum Glogau-Crossen, dem Witwenerbe seiner Tochter Barbara der nach dem Tod Herzog Heinrichs XI. am 22. Februar 1476 ausbrach und mit dem Kamenzer Vertrag am 20. September 1482 sein Ende fand.
Überregionale Bedeutung erlangte der Erbfolgestreit durch den zeitgleichen Krieg um die Herrschaft in Böhmen, ausgetragen zwischen König Matthias von Ungarn und Vladislav II., Sohn des polnischen Königs Kasimir IV. Jagiello.
Der Streit entbrannte 1476 nach dem Tod des Herzogs Heinrich XI. Obwohl das Herzogtum Glogau seit 1331 zeitweise unmittelbar der Krone Böhmen unterstellt war, konnten die entstandenen erb- und lehensrechtlichen Verstrickungen nicht sofort durch einen unangefochtenen Landesherrn beseitigt werden. Ursächlich hierfür waren die nicht geklärten Auseinandersetzungen um das Königreich Böhmen zwischen dem böhmischen König Vladislav II. und dem Gegenkönig Matthias Corvinus, die beide ebenfalls das Ziel verfolgten, an Glogau zu gelangen.

## Geschichte
Die Heirat zwischen Markgräfin Barbara und Herzog Heinrich fand am 11. Oktober 1472 im Cöllner Schloss (Berlin) statt, wobei im Heiratsvertrag die Verschreibung Heinrichs, seiner Gemahlin eine Morgengabe im Wert von 12.000 Gulden zu leisten, beurkundet wurde, nachdem ihr Vater 6000 Gulden Heiratsgut und Aussteuer gezahlt hatte. Das Beilager und der Vollzug der Ehe fand am 23. Mai 1474 statt.
Am 19. August 1476 erlosch mit dem Tod Heinrichs XI. die direkte Linie Glogau der Schlesischen Piasten. Ihm gehörten seit dem Tod seines gleichnamigen Vaters Heinrich IX. 1469 der herzogliche Anteil von Glogau sowie die aus diesem ausgegliederten Teilherzogtümer Crossen und Freystadt. Zudem wurde er vom böhmischen Gegenkönig Matthias Corvinus, der Schlesien im selben Jahr erobert hatte, mit dem königlichen Anteil von Glogau belehnt. Dieser Anteil war jedoch seit 1384 erbrechtlich an die Teschener Herzöge verpfändet gewesen und gelangte nach dem Tod des Herzogs Wladislaus 1460 testamentarisch als Leibgedinge an dessen Witwe Margareta von Cilli, die seither die Regentschaft über den königlichen Anteil ausübte.
Nach dem Testament Heinrichs XI. sollte sein gesamter Besitz an seine erst zwölfjährige Witwe Barbara von Brandenburg übergehen. Trotzdem meldete auch der Saganer Herzog Johann II. Ansprüche an. Er war ein Vetter Heinrichs XI., und sein Anspruch war nur vage, da schon sein gleichnamiger Vater Johann I. auf Glogau verzichtet hatte.
Sofort nach dem Tod Heinrichs XI. ließ Barbaras Vater, der Brandenburger Kurfürst Albrecht Achilles, das Herzogtum Glogau durch seinen Sohn Johann Cicero besetzen. Matthias Corvinus, der sich Glogaus bemächtigen wollte, um es seinem unehelichen Sohn Johann Corvinus zu übertragen, wegen des schnellen Zugriffs der Hohenzollern hierzu jedoch keine Möglichkeit bekam, forderte den Heimfall Glogaus. Schließlich unterstützte er Herzog Johann II. und empfahl sogar den Glogauer Ständen, diesem zu huldigen.
Um Matthias Corvinus auszuschalten, vermählte sich der böhmische König Vladislav II. am 19. August 1476 mit Heinrichs XI. Witwe Barbara. Da die Trauung ohne die persönliche Anwesenheit Vladislavs II. vollzogen wurde, wirkte der Münsterberger Herzog Heinrich d. Ä. als königlicher Prokurator. Dieses Vorgehen betrachtete Matthias Corvinus als eine rechtswidrige Einmischung Böhmens in innerschlesische Angelegenheiten. Deshalb stellte er Herzog Johann II. ein Heer zur Verfügung, mit dem dieser im November 1476 das ganze Land Heinrichs XI. besetzte, mit Ausnahme Crossens, das fest in brandenburgischer Hand war. 1477 drang Johann II. bis Frankfurt an der Oder und danach bis Berlin vor, wurde jedoch im Oktober 1478 bei Crossen von Markgraf Johann Cicero geschlagen.
Nach dem Friedens von Olmütz, mit dem am 21. Juli 1479 der böhmisch-ungarische Krieg zwischen den konkurrierenden Königen Vladislav II. und Matthias Corvinus beigelegt wurde, trat Vladislav II. von der niemals vollzogenen Ehe mit Barbara von Brandenburg zurück. Im selben Jahr wurde zwar in Fürstenberg in der Niederlausitz eine Übereinkunft über eine mögliche Teilung Glogaus unter den Kontrahenten verabredet, aber Herzog Johann II. blieb weiterhin unversöhnlich. Erst mit einem am 20. Oktober 1482 in Kamenz unterzeichneten Friedensabkommen wurde der Glogauer Erbfolgestreit beendet. Er umfasste folgende Regelungen:
- Johann II. erhielt den größten Teil des Herzogtums Glogau, allerdings nur auf seine Lebenszeit. Zugleich musste er Matthias Corvinus die Huldigung für diese Gebiete zusagen. Am 22. Oktober 1482 bestätigte er der Stadt Glogau ihre Privilegien. Nach seinem Tod sollte sein Gebiet an Corvins Sohn Johann übergehen.
- Barbara von Brandenburg erhielt als Wittum auf Dauer das Herzogtum Crossen, für das sie dem König Matthias Corvinus huldigen musste und das nach ihrem Tod an die Hohenzollern fallen sollte. Zudem erhielt sie Bobersberg, Zülichau und Sommerfeld. Ihre weitergehenden Ansprüche wurden mit 50.000 Gulden abgegolten. Diese musste sie allerdings an ihre Verwandten abgeben, für die Verluste, die ihnen infolge der kriegerischen Auseinandersetzungen entstanden waren.[3]

### Königliche Hälfte von Glogau
Durch den Erbfolgestreit kam es auch zu Auseinandersetzungen um den königlichen Anteil von Glogau, der 1469 widerrechtlich durch Matthias Corvinus an Herzog Heinrich XI. übertragen worden war, obwohl die Regentschaft über diesen Teil seit 1460 der Teschener Witwe Margareta von Cilli zustand. Um deren Rechte zu verteidigen, wurde dieser Anteil 1478 vom Teschener Herzog Kazimir II. besetzt. Daraufhin einigten sich Matthias Corvinus und Herzog Kasimir II. dahin, dass Kazimir diesen Anteil von Glogau an Matthias Corvinus abtreten wird und im Tausch dafür Cosel sowie 2000 Gulden erhält. Ein Übergang Cosels an Kasimir II. ist allerdings nicht zustande gekommen. Unbeachtet dessen ging Herzog Johann II. auch gegen Kasimir II. vor und eignete sich 1480 nach kriegerischen Angriffen die königliche Hälfte von Glogau an. Kurz danach starb Margareta von Cilli in Guhrau, wohin sie sich geflüchtet hatte.
Matthias Corvinus übergab schließlich den königlichen Anteil von Glogau als ein Lehen an Johann II. mit der Bedingung, dass es im Falle von Johanns Tod ohne männliche Nachkommen an die Krone Böhmens heimfallen solle. 

### Nachspiel
Johann II. starb 1504. Nach dem Tod Johann Corvinus im selben Jahr vermählte sich seine Witwe Beatrice am 21. Januar 1509 in Gyula mit dem Neffen Barbaras, dem Markgraf Georg von Brandenburg-Ansbach (1484–1543), dem der nachfolgende König Vladislav von Böhmen und Ungarn alle Corvinischen Güter übertrug, womit sich aller weiterer Streit erübrigte.